# Alain Lachartre
 (février 2021).
Il peut être nécessaire de l'améliorer pour respecter le principe de neutralité de point de vue. Veuillez consulter la page de discussion pour plus de détails.

 (décembre 2023).
Alain Lachartre, né le 10 décembre 1946 à Versailles, est un illustrateur, directeur artistique, éditeur et essayiste français.

## Biographie
Né à Versailles, Alain Lachartre a grandi à Istanbul et à Rome. Il fait ses études en région parisienne. Il suit les cours de l'Atelier Met de Penninghen et Jacques d'Andon à Paris, puis est diplômé de l'École nationale supérieure des arts appliqués et des métiers d'art.

### 1971-1985: directeur artistique et illustrateur
Durant quatre années à Publicis il alterne son apprentissage de la direction artistique avec une activité d'illustrateur d'éditions pour la jeunesse.
En 1976, il est recruté par l'agence Dupuy-Compton (devenue Saatchi and Saatchi France) puis pendant quatre autres années il occupe le poste de directeur artistique de l'agence M.B.C. (Michalon Bergès conseil).
En 1980, avec sa conceptrice-rédactrice Nicole Contencin, ils conçoivent et mettent au point la campagne Pulmoll verte illustrée par le dessinateur Floc'h.
À partir de 1982 il rejoint l'agence Grey France et parmi ses travaux, il devient le responsable de l'identité graphique et de la conception des aventures du personnage Malabar, symbole du bubble-gum du même nom.
À la même période, il expérimente l'activité d'éditeur en publiant des sérigraphies à tirages limités, réalisées à l'atelier d'Éric Seydoux avec les artistes Yves Chaland, Floc'h et Pierre Clément. C'est également avec Central Union qu'il publie en 1984 et les quatre années suivantes les agendas Rencontres, Rendez-vous, Ruptures où on découvre au fil des pages les dessins des principaux auteurs de la nouvelle bande dessinée ainsi que ceux de la ligne claire : Ted Benoit, Ever Meulen ou Yves Chaland.

### Publicités
En 1986, il publie chez Robert Laffont et Magic Strip Objectif Pub, son premier essai consacré à la bande dessinée et à la publicité.
En 1988, Alain Lachartre fonde à Paris son propre bureau de création, Vue sur la Ville, avec Martine Parker-Landon, atelier dédié à la communication des marques.
ECS et Formica sont les premiers budgets dont ils disposent pour lancer cette entreprise. Ils seront rejoints un an plus tard par la première commande du département des relations presse de la maison Chanel. D'autres maisons du luxe viennent deviennent les clients de Vue sur la Ville, dont les champagnes Veuve Clicquot, Taittinger, Piper et Charles Heidsieck.
L'agence munichoise Avantgarde lui propose de créer pendant plusieurs années des collections de chaussettes pour hommes de la marque Ergee, ainsi que toutes les éditions qui les accompagnent. C'est pour lui l'occasion de faire découvrir en Allemagne les artistes de la bande dessinée française qui sont en partie la signature de son travail : Floc'h, Yves Chaland, Serge Clerc, Walter Minus, Pierre Clément, Ted Benoit et Loustal.
De nombreux autres dessinateurs collaborent aux nouveaux projets de Vue sur la Ville comme Pierre Le-Tan, François Avril ou Jean-Philippe Delhomme. Il travaille aussi régulièrement avec des photographes venus d'horizons différents, particulièrement pour Chanel, l'Hôtel Ritz, Renault, le champagne Taittinger…

### 1991: les calendriers Vues sur la Ville
Commencée en 1991, une collection de calendriers illustrés s'est constituée au cours des années. L'ensemble de ces calendriers illustrés est présenté dans le cadre de l'exposition La Ville dessinée à la Cité de l'architecture et du patrimoine à Paris en 2010, et une sélection est réunie dans l'ouvrage Vues sur la Ville publié par Michel Lagarde.
Durant toutes ces années, l'atelier Vue sur la Ville reste une entreprise de cinq personnes. La plupart des travaux d'illustrations et d'éditions ont été réunis par Alain Lachartre dans son livre Traits séduisants publié en 2006 aux Éditions Scala.
2007 est l'année du rapprochement avec l'agence Mister Brown.

### Depuis 2010
Depuis 2010, Alain Lachartre se consacre à ses illustrations, il les expose à Paris et à Bruxelles tout en publiant régulièrement des ouvrages sur ses thèmes de prédilection. Ses dessins sont réunis dans une édition intitulée La valise égyptienne.
Il publie son ouvrage Malabar. Histoires de bulles aux Éditions Dupuis en 2015.

## Publications

### Essais
- Objectif pub : la bande dessinée et la publicité, hier et aujourd'hui, 1986, Éditions Robert Laffont et Magic Strip, préfacé par Jean-Paul Goude  (ISBN 222105203X).
- Michel Ange et son temps[L 1], Éditions Mango/Fontaine, 1995  (ISBN 2910635686).
- Traits séduisants : l'illustration au service de la communication des marques, préface de Philippe Starck[L 2], Éditions Scala, 2006  (ISBN 2866563832).
- Vues sur la Ville, préface d'Anna Gavalda[L 3], Éditions Michel Lagarde, 2010  (ISBN 9782916421261).
- La valise égyptienne, préface de Yan Nascimbene, postface de Philippe Lagautrière, catalogue d'exposition de dessins de l'auteur, 2012 (ISBN 9782954130705).
- Réclames : l'Art du dessin publicitaire dans la presse des années 1950-1970[L 4], Éditions Hoëbeke, 2013  (ISBN 9782842304911).
- Flamboyants crocodiles, portfolio à tirage limité, Imagerie d'Épinal, 2015.
- Malabar. Histoires de bulles, Éditions Dupuis, 2015  (ISBN 9782800163321) - Prix Papiers nickelés / SoBD 2016
- Équilibres fragiles, en collaboration avec Mireille Blanc, 2018
- Diableries vénitiennes, texte d'introduction par Valérie Fert, 2019
- Ainsi va la vie, textes de Mireille Blanc, 2020
- Turkish Delight, introduction par François Landon, 2021
- Objectif Pub, la bande dessinée et la publicité (seconde édition), Éditions Champaka Brussels & Dupuis, préface de Jean-Luc Fromental, 2022
- Sur quel pied danser?, textes de Philippe Gurn, 2023
- Attractions volcaniques, textes de philippe Gurn, 2024

### Livre illustré pour la jeunesse
- Jouer en voyage, Éditions Gallimard, « Collection Kinkajou », 1974.
- Les jeux du bord de l'eau, Éditions Gallimard, « Collection Kinkajou », 1976.
- Savoir bien nager, Éditions Gallimard, « Collection Kinkajou », 1976.
- L'acier dans le monde : petite chronique du fer et de l'acier, textes de jean-Pierre Robert. Éditions Office Technique de l'Utilisation de l'Acier, 1978.

## Expositions récentes
- En 2015, il expose à la galerie de Corinne Bonnet à Paris ses dessins originaux ainsi que le portfolio Flamboyants crocodiles qu'il publie aux Éditions Imagerie d'Épinal.
- En mars et avril 2017, il expose ses dessins les plus récents à la galerie Corinne Bonnet : Cruelles féeries et en mai, expose à Venise dans le cadre de l'Alliance française une trentaine de dessins réunis sous le titre : Bestiaire imaginaire, onirisme marin.
- En novembre et décembre 2019, il expose ses aquarelles Diableries vénitiennes à la galerie Thomé, rue Mazarine, à Paris.
- En janvier 2022, Alain Lachartre expose à Paris les aquarelles de son nouvel ouvrage à tirage limité: Turkish Delight, à la galerie XIII-X de Michel Lagarde. Il y présente également les dessins de son ouvrage publié en 2020: Ainsi va la vie.